# MME U880

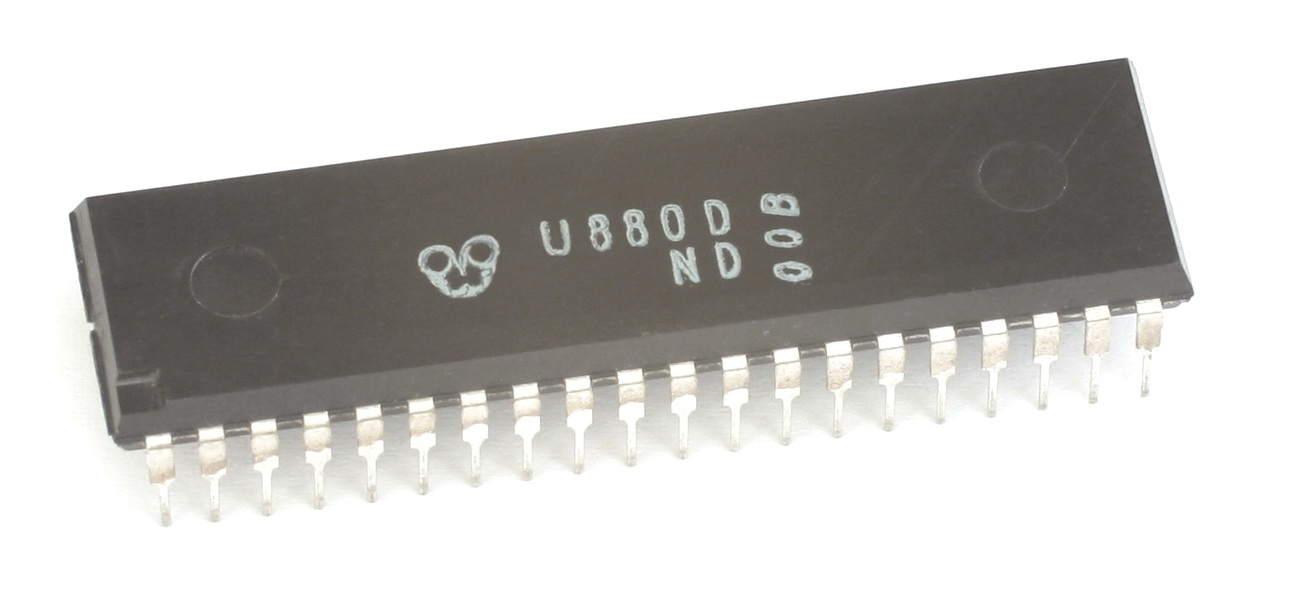
CPU U880D.

Der U880 ist ein 8-Bit-Mikroprozessor, der vom VEB Mikroelektronik „Karl Marx“ Erfurt (abgekürzt MME; Betrieb im Kombinat Mikroelektronik Erfurt) in der DDR hergestellt wurde. Die Fertigung begann 1980 im VEB Funkwerk Erfurt (abgekürzt FWE), welches dann 1983 in VEB Mikroelektronik „Karl Marx“ umbenannt wurde. Der U880 ist ein nicht lizenzierter Nachbau des Prozessors Zilog Z80. Die Unterschiede zum Zilog Z80 beschränken sich auf spezielle Details wie ein nicht gesetztes Carry-Flag bei dem OUTI-Befehl.

## Prozessorvarianten

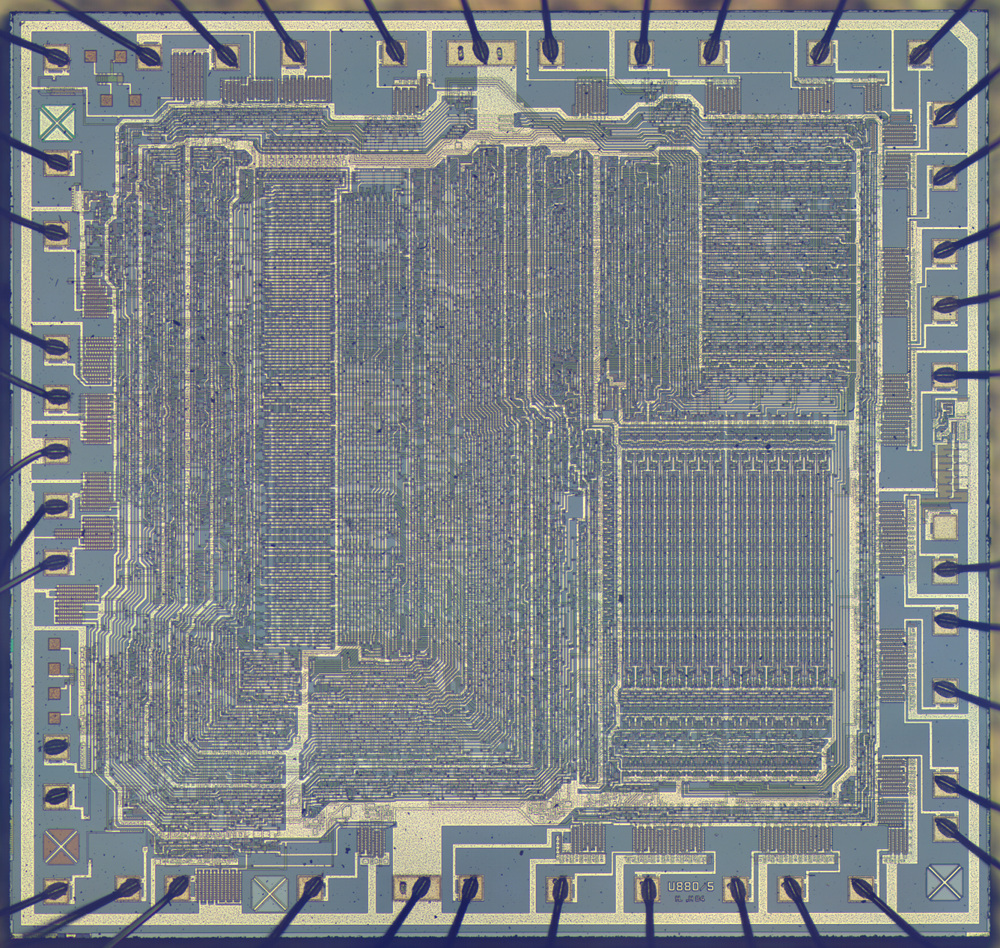
Die des U880; Größe 4513 µm × 4251 µm (erster Die-Shrink 1984); Inschrift an der Unterkante: „U880/5 HL JH 84“

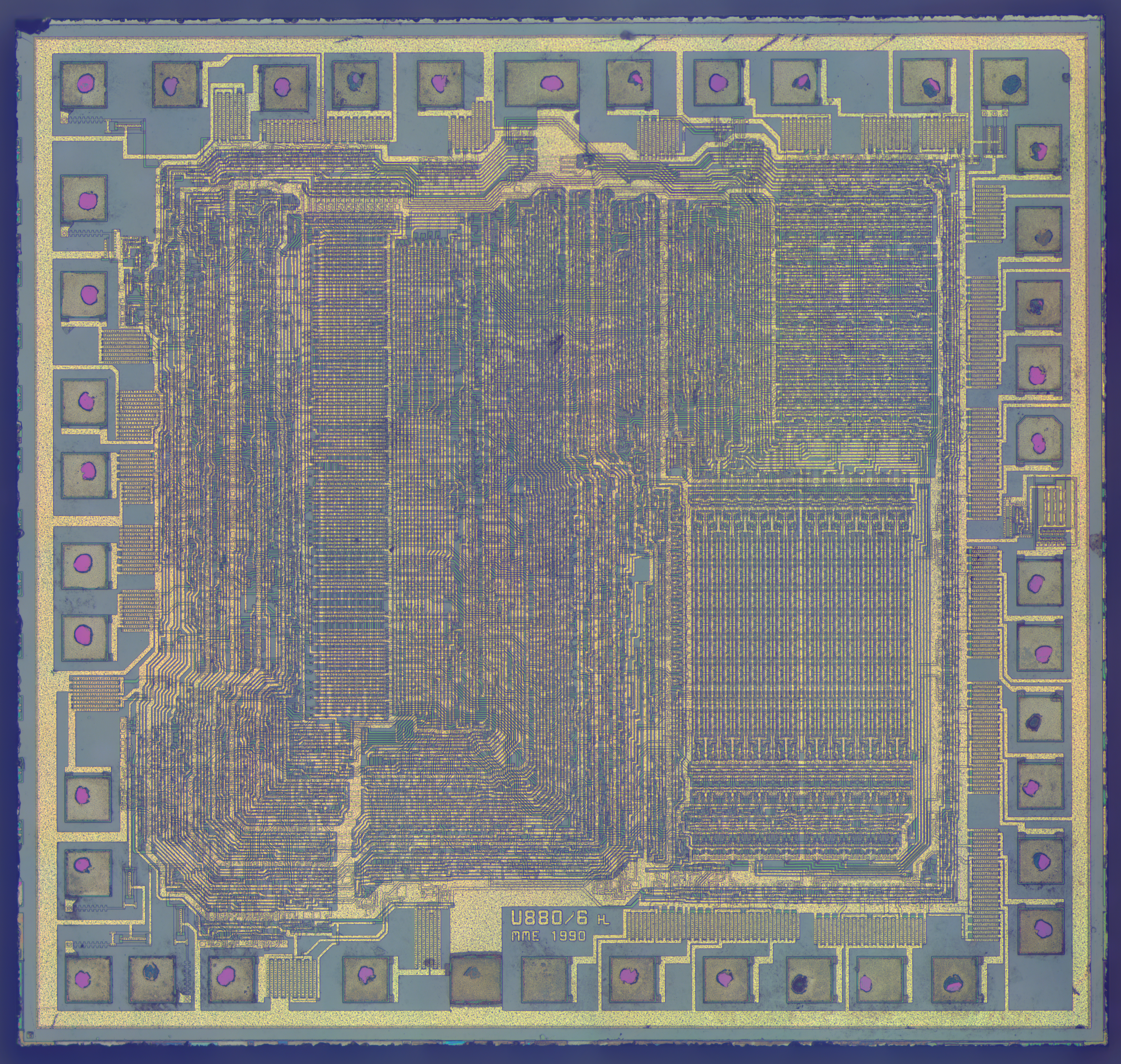
Die des U880; Größe 3601 µm × 3409 µm (zweiter Die-Shrink 1990); Inschrift an der Unterkante: „U880/6 HL MME 1990“

Der U880 ist in n-MOS-Technik gefertigt und befindet sich in einem DIL40-Gehäuse aus Plastik mit einem Rastermaß (Pinraster) von 2,5 mm Exportversionen haben das im Westen übliche Rastermaß von 2,54 mm (= 100 mil). Die russischen Versionen wurden auch in Keramikgehäuse eingesetzt.
| Temperaturbereich | max. Taktfrequenz | Bezeichnungen                 |
| ----------------- | ----------------- | ----------------------------- |
| −00 °C bis +40 °C | 1,0 MHz           | UD880D, (a) UB880D S1 (a)     |
| −00 °C bis +70 °C | 2,5 MHz           | U880D, (b) UB880D, 80-CPU (c) |
| −00 °C bis +70 °C | 4,0 MHz           | UA880D, (d) 80A-CPU (c)       |
| −00 °C bis +70 °C | 8,0 MHz           | U880DC08, (e) Thesys Z80H (f) |
| −25 °C bis +85 °C | 2,5 MHz           | VB880D (d)                    |

Die Militärversion des U880 ist mit einem zusätzlichen MEK 4-Stempel gekennzeichnet.

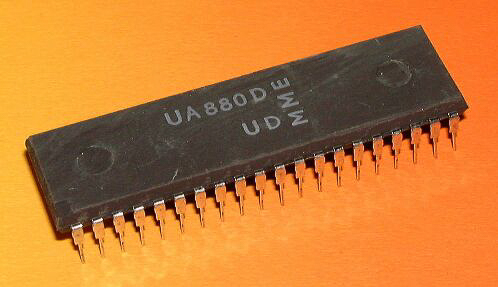
UA880D (1986)
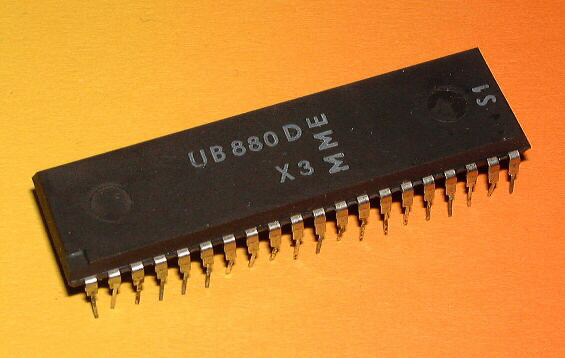
UB880D S1 – Bastlertyp (1989)
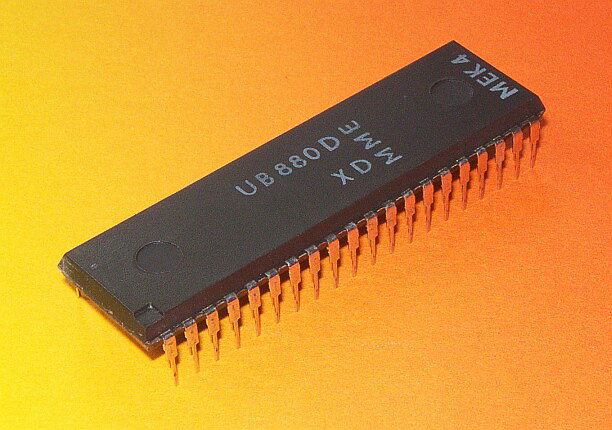
UB880D – Militärversion mit MEK 4-Stempel (1989)
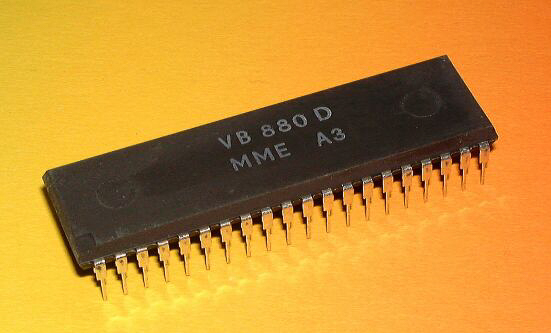
VB880D – erweiterter Temperaturbereich (1990)
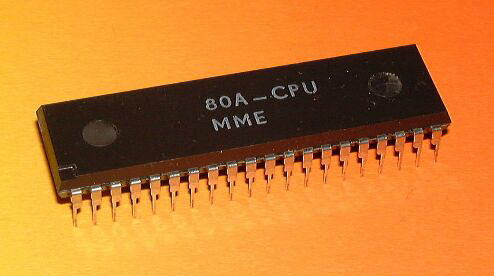
80A-CPU – Exportversion
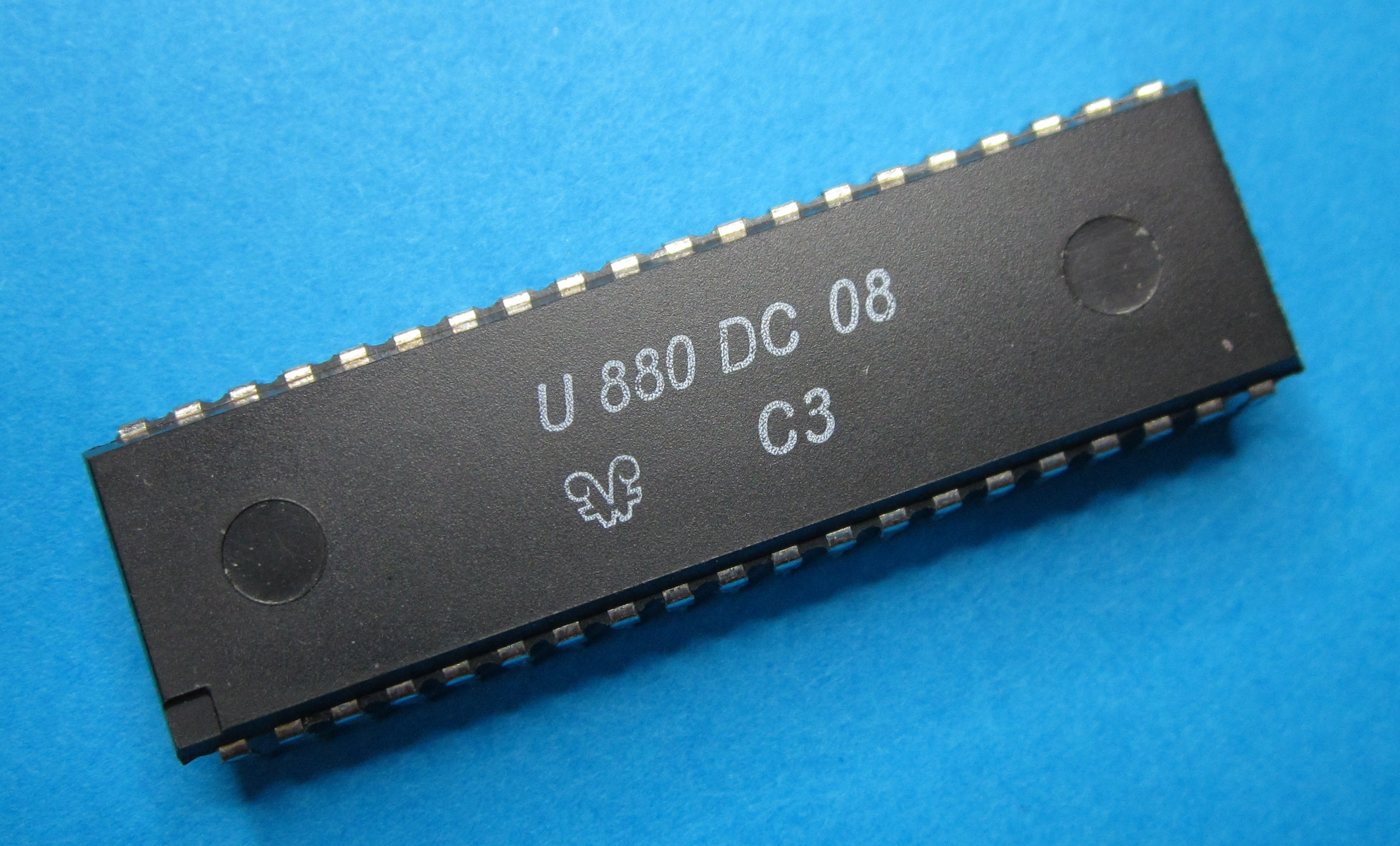
U880DC08 (1992)

## Peripheriebausteine

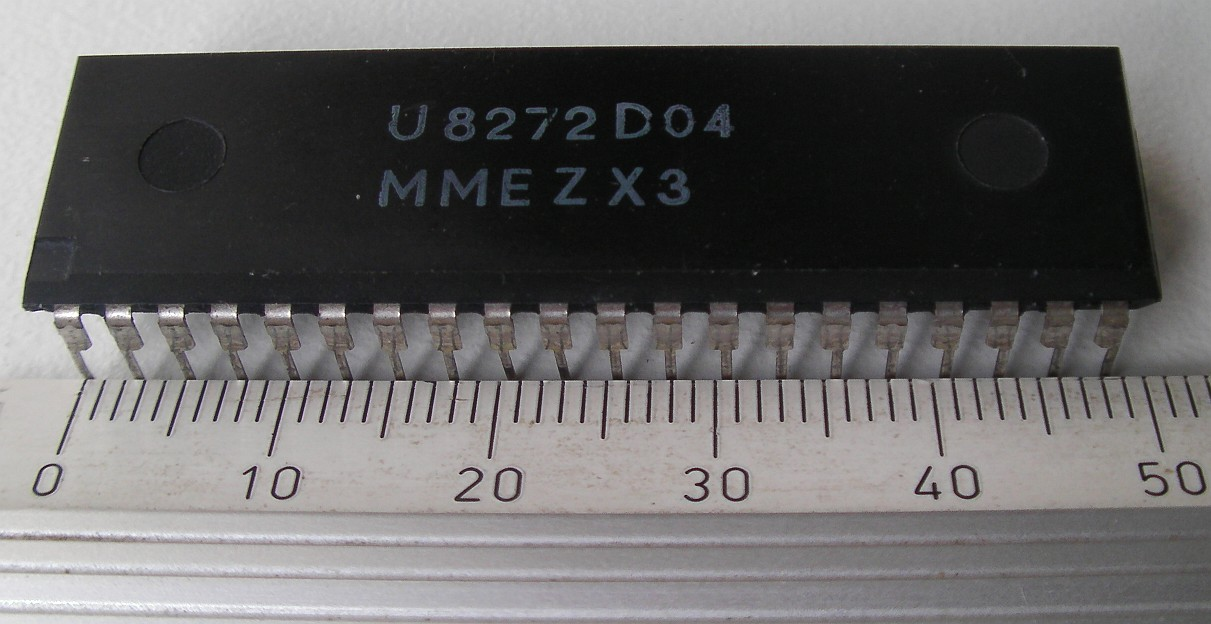
Floppy-Disk-Controller U8272D04 (1989)

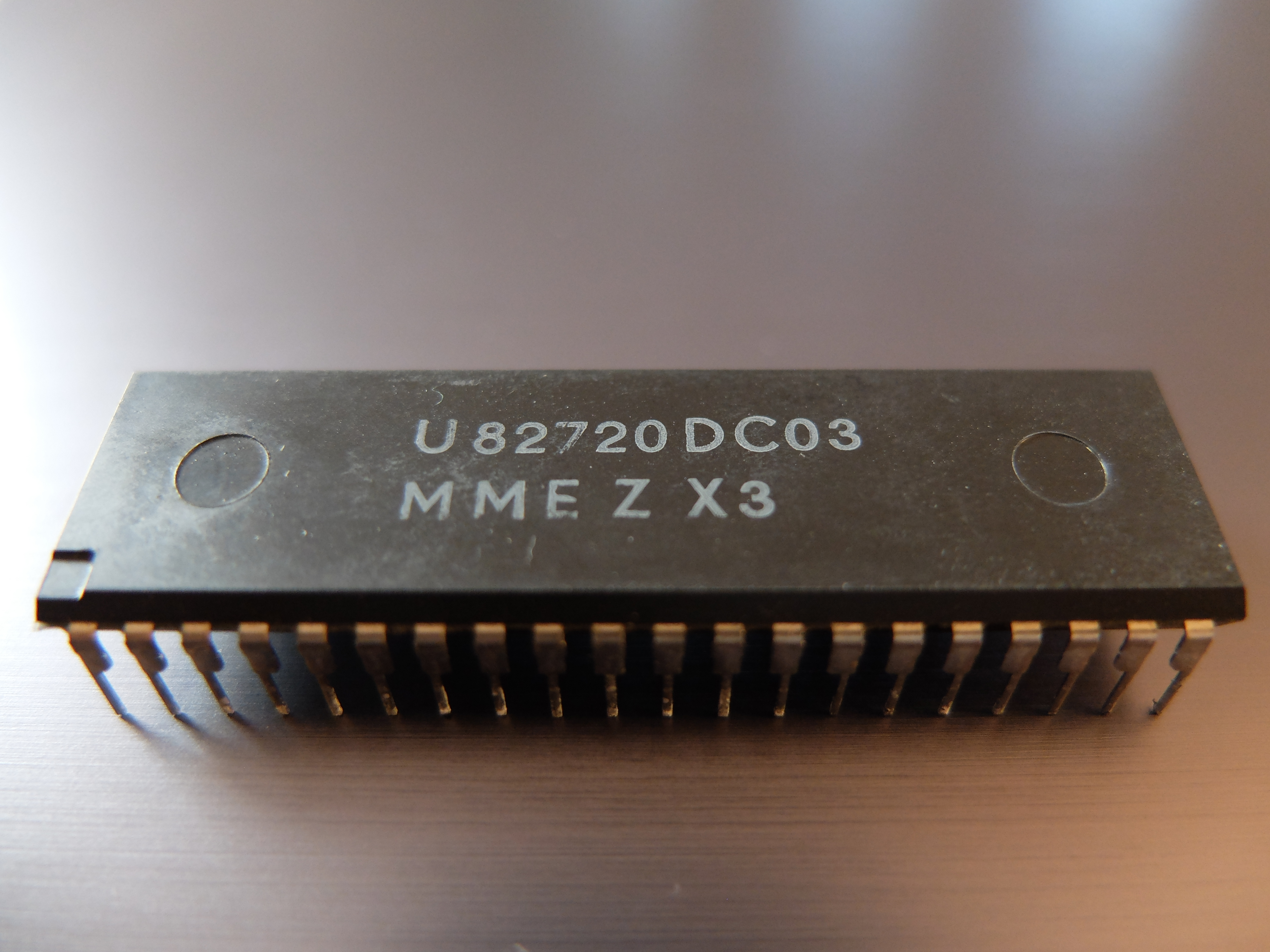
Grafikcontroller U82720DC03 (1989)

Im VEB Mikroelektronik „Karl Marx“ wurde auch eine Reihe von Peripheriebausteinen für den U880 gefertigt. Die Bezeichnungen UA, UB, VB, 80 und 80A entsprechen den Temperaturbereichen und Taktfrequenzen wie oben für die Prozessorvarianten. Ebenso sind Anfalltypen mit S1 gekennzeichnet.
| Bezeichnung                                                                           | Produktions- beginn | Internationaler Vergleichstyp | Beschreibung                                   |
| ------------------------------------------------------------------------------------- | ------------------- | ----------------------------- | ---------------------------------------------- |
| U855D, (f) UA855D, UB855D, UD855D, (g) VB855D, UB855D S1, (g) 80-PIO, (h) 80A-PIO (h) | 1980                | Zilog Z80 PIO                 | parallele Schnittstelle                        |
| U8560D, (f) UA8560D, UB8560D, VB8560D, UB8560D S1, (g) 80-SIO/0, (h) 80A-SIO/0 (h)    | 1980                | Zilog Z80 SIO/0               | serielle Schnittstelle                         |
| U857D, (f) UA857D, UB857D, VB857D, UB857D S1, (g) 80-CTC, (h) 80A-CTC (h)             | 1980                | Zilog Z80 CTC                 | Zähler / Zeitgeber                             |
| UA858D, UB858D, UB857D S1, (g) 80-DMA, (h) 80A-DMA (h)                                | 1984                | Zilog Z80 DMA                 | DMA-Controller                                 |
| U8561D, (f) UB8561D                                                                   | 1980                | Zilog Z80 SIO/1               | serielle Schnittstelle                         |
| UA8563D, UB8563D, VB8563D, UB8563D S1, (g) 80-DART, (h) 80A-DART (h)                  | 1984                | Zilog Z80 DART                | asynchrone serielle Schnittstelle              |
| U8272D04, U8272D08                                                                    | 1987                | Intel 8272                    | Floppy-Disk-Controller                         |
| U82530DC04, U82530DC06                                                                | 1988                | Zilog SCC                     | serielle Schnittstelle                         |
| U82536DC04                                                                            | 1988                | Zilog CIO                     | Zähler / Zeitgeber und parallele Schnittstelle |
| U82720DC02, U82720DC03, U82720DC04                                                    | 1987                | Intel 82720                   | Grafikcontroller                               |

## Verwendung

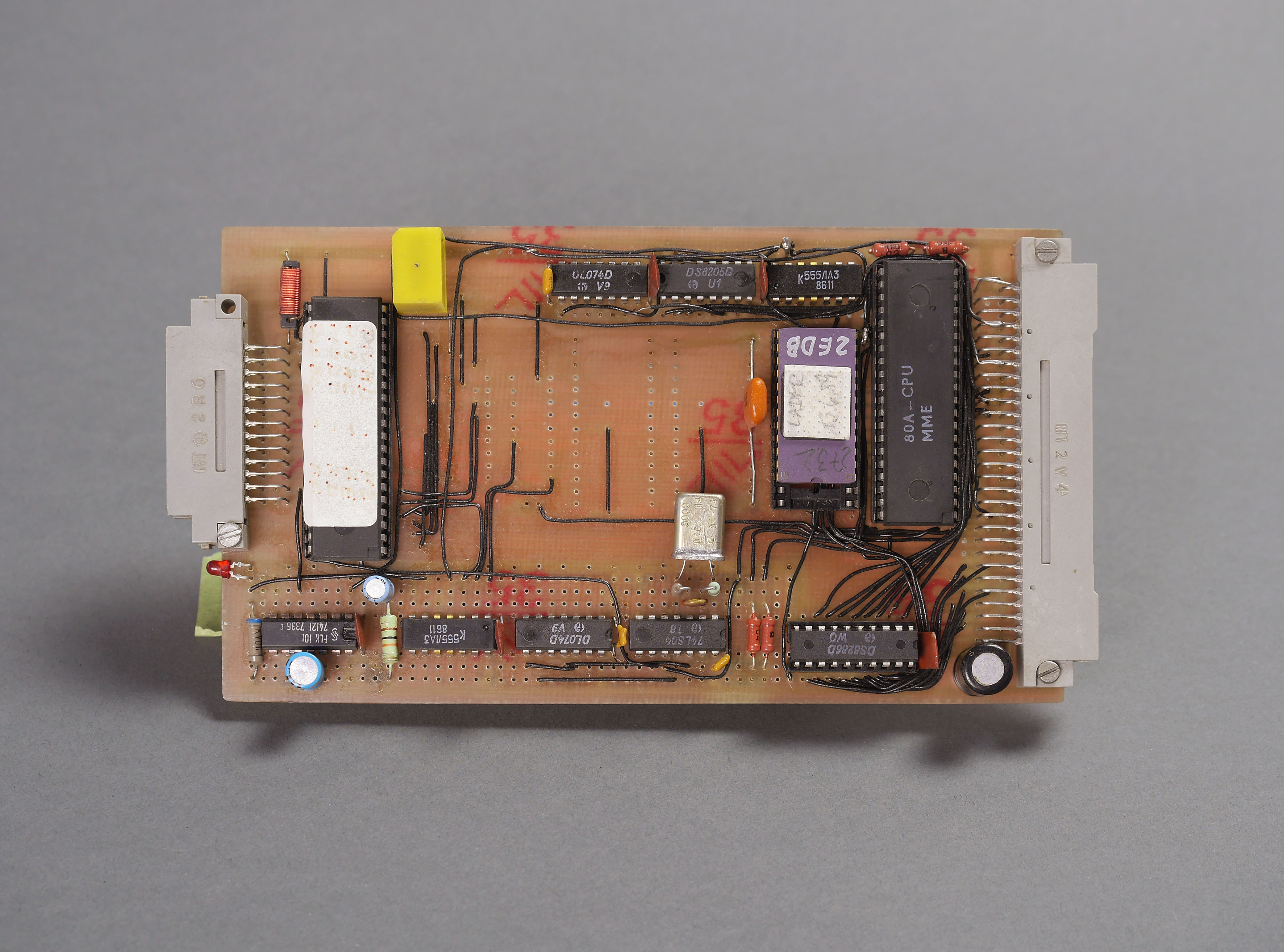
80A-CPU auf dem Mainboard eines selbstgebauten PC aus der DDR

Der U880 war in der DDR der Allzweckprozessor schlechthin und es gab kaum einen Anwendungszweck, für den er nicht eingesetzt wurde. Beispiele sind:
- Bürocomputer: A 5120, PC 1715, Mansfeld MPC
- Heimcomputer: KC 85/2-4, KC compact, KC 87
- Lern- und Bildungscomputer: LC80, Polycomputer 880, A 5105
- Bausätze und Bastelcomputer: Z 1013, AC1, GDC1, HCX, KuB 64K, Spectral, LLC1, LLC2
- Schachcomputer: SC2, Chess-Master, Chess-Master Diamond, Schachtisch
- Arcade-Automat: Polyplay
- Mikrorechnermodulsystem K 1520
- Datenerfassungsterminal Robotron K8902
- Chiffriermaschine T-310/50
- Gebäudeautomatisierungsanlage GAA5000

Vor 1990 war der U880 der einzige Z80-kompatible Mikroprozessor in den RGW-Staaten (Polen, die Tschechoslowakei, Ungarn, Rumänien und die Sowjetunion fertigten nur Nachbauten des Intel 8080). Beispiele für den Einsatz des U880 in Geräten außerhalb der DDR sind:
- Polen: Heimcomputer Mera-Elzab Meritum,[15] Elwro 700,[16] Elwro 800 Junior[17]
- Tschechoslowakei: Heimcomputer TESLA Ondra[18]
- Ungarn: Microkey Primo A-64[19]
- Rumänien: Heimcomputer Electromagnetica JET[20]
- Bulgarien: Bürocomputer ISOT-1031C[21]

## Weitere Entwicklung

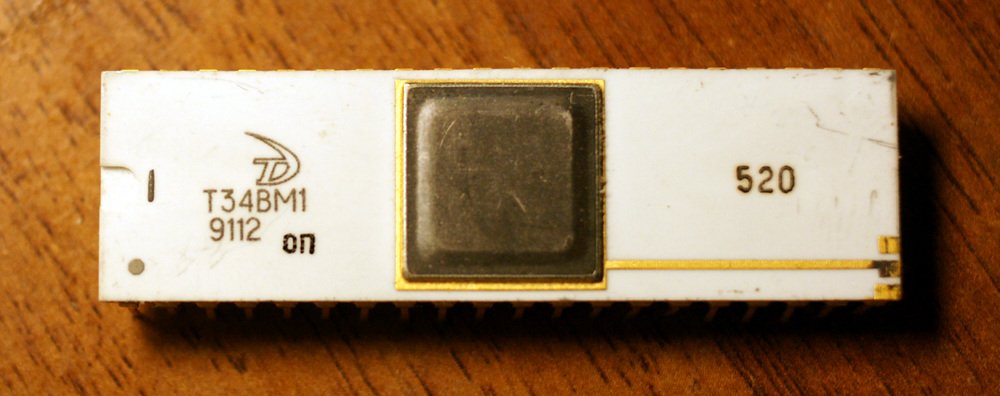
Mikroprozessor T34WM1 (Angstrem Selenograd, 1991)

So wie Zilog als Nachfolger des Z80 die 16-Bit-Prozessoren Z8001 / Z8002 entwickelte, produzierte VEB Mikroelektronik „Karl Marx“ Erfurt Nachbauten dieser Prozessoren mit den Bezeichnungen U8001 / U8002. Genau wie ihre Vorbilder wurden auch der U8001 / U8002 bei weitem nicht so häufig eingesetzt wie der U880.
Als sich MS-DOS als Standardbetriebssystem durchzusetzen begann, war in den RGW-Staaten nur der sowjetische K1810WM86 als Nachbau des Intel 8086 verfügbar. VEB Mikroelektronik „Karl Marx“ entwickelte daraufhin den U80601 als Nachbau des Intel 80286. Außerdem wurde eine stromsparende CMOS-Version des U880 mit der Bezeichnung U 84C00 DC einschließlich entsprechender Peripheriebausteine (U 84C20 DC – PIO, U 84C30 DC – CTC, U 84C40 DC – SIO) entwickelt. Auf Grund des durch die Deutsche Wiedervereinigung bedingten Umbruchs kamen diese Projekte nicht über die Vorserienfertigung hinaus. VEB Mikroelektronik „Karl Marx“ (MME) wurde 1990 unter dem Namen ERMIC GmbH privatisiert. Ein großer Teil von ERMIC ging wiederum 1992 in der Thesys Gesellschaft für Mikroelektronik mbH auf. ERMIC und Thesys führten die Fertigung der NMOS-Version des U880 fort, wobei ERMIC den Aufdruck MME bzw. das Funkwerk-Erfurt-Logo auf seinen Produkten weiter verwendete. Ein Die-Shrink mit der internen Bezeichnung U880/6 war 1990 fertiggestellt worden und ging danach in Produktion. Die kleineren Chipstrukturen ermöglichten eine höhere Taktfrequenz von bis zu 8 MHz für den U880DC08, der später als Thesys Z80H weiterverkauft wurde.
Im Zeitraum von etwa 1991 bis 1993 wurden unverkappte U880-Chips nach Russland und in die Ukraine geliefert und dort verkappt. Anfangs wurden Schaltkreise mit der Chipversion U880/5 als 80A-CPU und T34WM1 (russisch Т34ВМ1) beschriftet. Spätere Schaltkreise mit der Chipversion U880/6 erhielten die offizielle Bezeichnung KR1858WM1 (russisch КР1858ВМ1) für das Plastikgehäuse und KM1858WM1 (russisch КМ1858ВМ1) für das Keramikgehäuse. Hersteller dieser Schaltkreise waren unter anderem Angstrem Selenograd, Kwasar Kiew and WSPP Woronesch.